# Cogenhoe United F.C.
Cogenhoe United là câu lạc bô bóng đá Anh đến từ Cogenhoe, gần Northampton, Northamptonshire. Họ thi đấu ở United Counties League Premier Division.

## Lịch sử
Cogenhoe chơi ở Central Northants Combination từ năm 1967 đến năm 1985, vô địch mùa giải 1980–81, 1982–83 và 1983–84. Họ gia nhập United Counties League Division One cho mùa giải 1985–86 kế tiếp. Sau khi đứng chung cuộc ở vị trí thứ 2 mùa giải 1986–87, họ được thăng hạng lên Premier Division. Đội bóng kết thúc ở vị trí thứ 2 trong 2 mùa giải i999–2000 và 2000–01, và chỉ thất bại khi giành vị trí á quân năm thứ ba khi thua về hiệu số bàn thắng bại.
Trong trận cuối cùng của mùa giải 2004–05, Cogenhoe thi đấu trên sân khách với đội bóng đứng thứ 2 Potton United. Họ cần một trận thắng hoặc hòa để đoạt chức vô địch, và họ hòa 2–2, tuy nhiên do sự thiếu sót về cơ sở vật chất ở sân nhà đã khiến cho họ không thể thăng hạng, nhưng sau đó thì họ đã đầu tư trang thiết bị mới để sẵn sàng thăng hạng lên thi đấu ở cấp độ 8.

## Sân vận động
Câu lạc bộ thi đấu trên sân nhà Compton Park ở Brafield Road, Cogenhoe. Câu lạc bộ xây dựng cơ sở vật chất và di chuyển trong năm 1985. Sức chứa của sân là 5,000, gồm 500 chỗ ngồi, và 500 chỗ có mái che. Trận đấu đầu tiên trên sân Compton Park là trận cuối cùng ở Central Combination, khi mà Cogenhoe đánh bại Bugbrooke St. Michaels với tỷ số 1–0, với bàn thắng đầu tiên ghi bởi Jason Moore. Compton Park sau đó đã nâng cấp và cải thiện sân bóng. Có một khu tập luyện đầy đủ với điều kiện và thiết bị tối tân, hoàn hảo. The Old Stand được thay thế bởi một khán đài lớn hơn nhiều và cũng có một khán đài phía sau lưới. Brian Foley giành giải thưởng của liên đoàn uy tín F.A năm 2009 cho việc bảo dưỡng sân vận động.

## Kình địch
Câu lạc bộ có biệt danh The Cooks bởi vì tên làng Cogenhoe được phát âm là "cook-no". Những kình địch chính của câu lạc bộ là: AFC Rushden and Diamonds, Wellingborough Town FC, cũng như một số đội gần đó.

## Nhân viên
- Người lãnh đạo: Brian Foley
- Chủ tịch: Derek Wright
- Phó chủ tịch: Maurice Jaynoy
- Thư kí: Phil Wright
- HLV đội hình chính: Andy Marks
- Trợ lý HLV - Anton Sambrook
- Quản lý về trang phục, vật lý trị liệu: Simon Lord
- HLV đội dự bị: Charlie Wixon
- HLV đội Trẻ: Andy Emery & Spongey

## Các kỉ lục
- Số khán giả đến xem nhiều nhất: 1000 khi đối đầu với EastEnders XI, cho một trận đấu từ thiện năm 1990.
- Trận thắng đậm nhất: The Cooks đánh bại Ravensthorpe 22–0 mùa giải 1979–80.
- Vị trí cao nhất ở cấp độ mùa giải từng đạt được: Vô địch United Counties League Premier Division, 2004–05.